# Contarinia echii
Contarinia echii är en tvåvingeart som först beskrevs av Jean-Jacques Kieffer 1895.  Contarinia echii ingår i släktet Contarinia och familjen gallmyggor. Inga underarter finns listade i Catalogue of Life.